# Sue Gunter
Sue Gunter (* 22. Mai 1939 in Leake County, Mississippi; † 4. August 2005 in Baton Rouge) war eine US-amerikanische Basketballtrainerin. Zwischen 1982 und 2004 trainierte sie die Frauen-Basketballmannschaft der Louisiana State University. Am 19. Februar 2004 trat sie aus gesundheitlichen Gründen vom Trainerposten zurück. Zu diesem Zeitpunkt konnte Gunter auf die dritthöchste Zahl an Siegen im College-Damenbasketball verweisen.
Am 4. April 2005 wurde Sue Gunter in die Naismith Memorial Basketball Hall of Fame aufgenommen. Sie ist außerdem Mitglied der Women’s Basketball Hall of Fame.